# 下北方町
下北方町（しもきたかたちょう）とは、宮崎県宮崎市内の地名。大宮地域自治区に属している。郵便番号は880-0035。

## 地理
宮崎市の中北部、大宮地域自治区の東側に位置するに属する。大淀川左岸に位置し、低地は主に住宅街・農地となっている。丘陵部に平和台公園がある。
北を上北方・平和が丘西町・平和が丘東町・池内町、東を花ケ島町・南花ケ島町、南東を神宮町・神宮2丁目、南を矢の先町、祇園4丁目と接する。大淀川を挟んで西を大字跡江、大字小松（下小松）と接する。
下北方地先を流れる大淀川高水敷には、大淀川水辺の楽校（おおよどがわみずべのがっこう）が設けられている。また近くに大淀川学習館があり、同館で大淀川水辺の楽校も活用されている。

## 地名の由来
「下北方」の由来には「勅使が来たので、上官・下官が来たことからそれぞれ『上北方・下北方』となった」という説がある。しかし、現実的に北方を下北方と上北方に分けた理由は、大淀川沿いの上流と下流の地で区別したものと思われる。

## 歴史
- 1924年 - 宮崎市制により大字下北方が成立。
- 1927年 - 大字下北方より、下北方町・霧島町・祇園町・神宮町・花殿町・南花ケ島町・和知川原町・西丸山町・神宮西町・船塚町が成立。大字下北方は消滅。
- 1969年 - 下北方町の一部をもって鶴島が誕生。
- 1973年 - 下北方町の一部をもって祇園・大橋・大工・矢の先町・和知川原・神宮西が誕生。
- 1974年 - 下北方町の一部をもって神宮1丁目が誕生。
- 1975年 - 下北方町の一部をもって船塚・丸山・神宮2丁目が誕生。

## 世帯数と人口
2023年（令和5年）9月1日現在の世帯数と人口は以下の通りである。
| 町丁     | 世帯数   | 人口   |
| -------- | -------- | ------ |
| 下北方町 | 4001世帯 | 8267人 |

## 小・中学校の学区
市立小・中学校に通う場合、学区は以下の通りとなる。
| 町名     | 小学校             | 中学校             |
| -------- | ------------------ | ------------------ |
| 下北方町 | 宮崎市立大宮小学校 | 宮崎市立大宮中学校 |

## 交通

### バス
宮交グループの運営するバスが営業している。

### 道路
- 宮崎県道9号宮崎西環状線
- 宮崎県道26号宮崎須木線
- 宮崎県道44号宮崎高鍋線
- 宮崎県道333号下北方古墳線
- 宮崎県道363号綾宮崎自転車道線

## 施設
- 平和台公園
- 八紘之基柱
- 大淀川学習館
- 宮崎市下北方浄水場
- 皇祖神社
- 宮崎市立大宮小学校
- 宮崎市立大宮中学校

## 著名な出身者
- 浅香唯(歌手、女優)